# Эзрохи, Зоя Евсеевна
Зоя Евсеевна Эзрохи (по мужу — Буркова; 21 июля 1946, Ленинград — 24 июня 2018, Санкт-Петербург) — русская поэтесса.

## Краткая биография
Родилась в Ленинграде в семье химиков Евсея Захаровича Эзрохи (1908—1965) и Лидии Львовны Эзрохи (урождённой Шик, 1910—1997). Получила среднее специальное образование в Ленинградском химико-технологическом техникуме им. Менделеева. В 1967—1987 годах работала в Государственном институте прикладной химии (лаборант, техник, инженер); также подрабатывала неквалифицированным трудом. Затем — пенсионер, некоторое время занималась частной торговлей, продавала игрушки. Член Союза писателей Санкт-Петербурга с 1991 года.
Состояла в браке с поэтом Константином Бурковым (род. 1951), разведена. Два сына: Матвей (род. 1981) и Дмитрий (род. 1983).

Ушла из жизни 24 июня 2018 года в Санкт-Петербурге. По завещанию Зои Эзрохи, её прах был развеян в лесу под Зеленогорском, около посёлка Песочный.

## К обзору и характеристике творчества
Свой поэтический голос обрела уже во второй половине 1960-х годов. По признанию З. Эзрохи, на её становление как поэта влияние оказала её мать — Л. Л. Эзрохи, которая и сама оставила после себя книгу мемуарной прозы «Осмелюсь возразить», посмертно изданную дочерью. Некоторое время Эзрохи посещала ЛИТО Г. С. Семёнова, на смерть которого написала стихотворение (https://ezrohi.ru/app.htm), а также ЛИТО А. С. Кушнера в библиотеке фабрики «Большевичка». В советское время стихи Эзрохи почти не публиковались, но были достаточно известны в кругах неофициальной ленинградской культуры. Первый сборник стихов Эзрохи «Зимнее солнце» вышел только в 1990 году.
Стихи Зои Эзрохи публиковались в журналах «Нева», «Континент», «Часы», «Новый мир», были включены в антологии «Острова» (1982; самиздат), «Поздние петербуржцы» и «Русские стихи 1950—2000 годов».
О поэзии З. Эзрохи с большой симпатией отзывались поэты и критики самых разных направлений, в частности, В. Кривулин, Ю. Колкер, В. Топоров, К. Кузьминский, И. Фоняков, Б. Лихтенфельд.
В. Кривулин в 1990 году написал о ней так: 

«Познакомившись впервые с её стихами <…>, я был поражен абсолютным несоответствием пронзительно-искреннего, естественного, где-то даже нарочито приватного тона этих строк с общим, напряженно-патетическим „выражением лица“ тускловатой питерской официозной Музы. Стихи Зои Эзрохи тогда стали для меня подлинным открытием именно благодаря их несвоевременной раскрытости, отсутствию в них и тени снобизма, столь присущего господствующей в Петербурге манере письма. Они кажутся „слишком простыми“, но их кажущаяся простота не имеет ничего общего с требованием общедоступности и „принудительной демократичности“. Мне думается, тем не менее, что стихи эти найдут широкого читателя, потому что многие из нас нуждаются именно в „домашней“, теплой литературе, острый дефицит которой ощущается особенно сейчас. Мне довелось быть свидетелем поэтических выступлений Зои Эзрохи, и я видел, с какой теплотой воспринимались наиболее интимные и даже бытовые моменты её лирики».
.
Итоговой книгой З. Эзрохи стал объёмный том (более 600 страниц) её стихов и пьес (они снабжены её же рисунками и фотографиями), включающий практически всё ею написанное: «На всякий случай» (2002). Он представляет собой запечатлённое в слове целостное свидетельство о борьбе созданной ею лирической героини, в которой очень многие могут узнать себя, за сохранение своей души в условиях трудного быта. Поэзия, слово играют решающую роль в этой борьбе. Борис Лихтенфельд пишет об этой книге: 

«[Эзрохи], как теперь очевидно, сорок лет создавала одну большую книгу. Всё написанное и собранное под одним переплётом явило органическое единство, сложившись узором, где темы, образы, персонажи, конкретности жизни и стихотворные приёмы перекликаются и ритмически повторяются. Зоя Эзрохи предоставила самим стихам свободу организовать для себя пространство и, почти отказавшись от отбора по качеству, предстала читателю вся как на духу. <…> [С]тихи менее удачные ожили в окружении лучших, незначительные нашли своё место, но странным образом и лучшие стихи приобрели необходимый контекст».
 По мнению петербургского литератора Михаила Матренина, «[эта] книга — подлинная энциклопедия нашей жизни в 1970—2000 годы, и я на месте дальновидного литературоведа уже принялся бы составлять к ней комментарий <…> [который передавал бы], подобно книге, сам дух, атмосферу эпохи».

## Книги
- Зимнее солнце. — Л., Советский писатель, 1990 (в кассете «Октава»)
- З. Эзрохи, М. Аникин, Л. Фадеева. Кошачья переписка. — СПб., 1993
- Шестой этаж. — СПб., 1995
- Ослиные уши царя Мидаса. — СПб., 1999; 2-е изд. СПб., 2002
- На всякий случай. — СПб., 2002